# Point Pedro
Point Pedro (tamil: பருத்தித்துறை) är en ort i Sri Lanka.   Den ligger i provinsen Nordprovinsen, i den norra delen av landet, 300 km norr om huvudstaden Colombo. Point Pedro ligger 12 meter över havet och antalet invånare är 89 810.
Terrängen runt Point Pedro är mycket platt. Havet är nära Point Pedro åt nordost. Runt Point Pedro är det tätbefolkat, med 411 invånare per kvadratkilometer. Point Pedro är det största samhället i trakten. Omgivningarna runt Point Pedro är en mosaik av jordbruksmark och naturlig växtlighet.